# جريجوري تشيونيادس
جريجوري تشيونيادس (باليونانية: Γρηγόριος Χιονιάδης)‏ (1240 - 1320)، هو عالم فلك يوناني بيزنطي. سافر إلى بلاد فارس حيث تعلم العلوم الرياضية والفلكية الفارسية، والتي أدخلها إلى بيزنطة عند عودته من بلاد فارس وأسس أكاديمية فلكية في طرابزون. شغل تشونيادس أيضًا منصب الأسقف الأرثوذكسي في تبريز.

## سيرته
نجت المعلومات حول جريجوري في بعض المصادر المعاصرة. في عام 1347، كتب جورج كريسوكوكيس: 
| « | شخص يُدعى شيونياديس نشأ في القسطنطينية ووقع في حب الرياضيات والعلوم الأخرى. وبعد أن أتقن الطب، رغب في دراسة علم الفلك؛ قيل أنه كان عليه الذهاب إلى بلاد فارس (التي كانت تحت الحكم الإلخاني آنذاك) من أجل تلبية رغبته. قام بالسفر إلى طرابزون حيث حصل على بعض المساعدة من الإمبراطور ألكسيوس الثاني ملك طرابزون، ومن ثم انتقل إلى بلاد فارس نفسها، حيث أقنع إمبراطورًا آخر بمساعدته. وفي النهاية تعلم كل ما كان يرغب في معرفته، وعاد إلى طرابزون حاملًا معه عددًا من النصوص الفلكية من بلاد فارس والتي ترجمها إلى اليونانية. | » |

ولد في مدينة القسطنطينية على الأرجح عام 1240، وكان اسمه في الأصل جورج. لقد نجت ستة عشر رسالة من رسائل شيونياديس، والتي تؤكد أنه تلقى المساعدة من ألكسيوس الثاني وسافر إلى بلاد فارس. ترجم تشيونيادس عددًا من المؤلفات العربية والفارسية في الرياضيات وعلم الفلك، بما في ذلك الجداول الفلكية لأستاذه شمس الدين البخاري، الذي عمل في مرصد مراغة الشهير وتتلمذ على يد العالم الموسوعي نصير الدين الطوسي. لعب تشيونيادس دورًا مهمًا في نقل العديد من الابتكارات من العالم الإسلامي إلى أوروبا. وتشمل هذه إدخال الإسطرلاب العالمي المستقل عن خطوط العرض إلى أوروبا والوصف اليوناني لمزدوجة الطوسي، والتي سيكون لها لاحقًا تأثير على مركزية الشمس الكوبرنيكية. كما ترجم تشيونيادس العديد من مؤلفات الزيج إلى اليونانية، بما في ذلك الزيج الإلخاني الفارسي للطوسي ومرصد المراغة بالإضافة إلى الجداول السنجارية السلجوقية للخازني، وهو عالم فلك إسلامي من أصل يوناني بيزنطي.
أقام شيونيادس في تبريز التي كانت عاصمة المغول في ذلك الوقت، من عام 1295 إلى 1296، حيث كان بمثابة الأسقف الأرثوذكسي للطائفة الأرثوذكسية في تلك المدينة، ثم عاد بعد ذلك إلى القسطنطينية. وفي عام 1302 عاد إلى تبريز كأسقف. وفقًا لديفيد بينجري، ربما كان هذا مرتبطًا بمحاولة أندرونيكوس الثاني باليولوج لتشكيل تحالف مع محمود غازان في صيف عام 1302.
مكث في تبريز حتى عام 1310 على الأقل، قبل أن يعود إلى طرابزون، حيث تم اعتماده ككاهن هيروموني حوالي عام. كتب تشيونيادس أيضًا أعمالًا دينية، بما في ذلك تعليق على يوحنا الدمشقي، وقداس على القديس أوجينيوس الطرابزوني، وإعلان إيمان.